# Leandro Aragoncillo
Leandro Aragoncillo (Filippine, 22 settembre 1958) è un ex militare filippino naturalizzato statunitense.

## Biografia
Ex sergente di artiglieria del Corpo dei Marines degli Stati Uniti, ha lavorato come specialista nella sicurezza alla Casa Bianca per 31 mesi dal 1999 al 2001, prima sotto il vicepresidente degli Stati Uniti Al Gore e poi per il vicepresidente Dick Cheney.
Anagoncillo lavorò nella base militare di Fort Monmouth in New Jersey nel luglio 2004 e nel gennaio 2005 cominciò ad inviare informazioni e documenti riservati, secondo un dispaccio dell'FBI. Il contenuto di tali documenti non è mai stato reso pubblico.
Il 5 ottobre 2005 Aragoncillo fu arrestato per spionaggio in New Jersey. Gli agenti federali lo accusano di aver sottratto informazioni riservate, comprese alcune sul presidente delle Filippine Gloria Macapagal-Arroyo e di averle passate ai leader dell'opposizione filippina. Il suo arresto è il primo caso noto di spionaggio all'interno della Casa Bianca.
Aragoncillo è stato accusato di aver passato alcuni documenti a Michael Ray Aquino, ex direttore della Polizia Nazionale Filippina, che viveva a New York e che è stato arrestato.
L'atto d'accusa finale ha ritenuto Aragoncillo colpevole di cospirazione per aver ottenuto illegalmente e trasmesso informazioni di Difesa Nazionale attraverso computer governativi. Poiché le informazioni trasmesse non hanno messo in pericolo la vita di una fonte di intelligence statunitense, il massimo della pena prevista è l'ergastolo e non la pena di morte.
C'è chi suppone un legame tra Aragoncillo e il DGSE (Direction générale de la sécurité extérieure) francese. Le frequenti visite di Aragoncillo a Manila descritte nei rapporti dei servizi di Intelligence Filippini potrebbero infatti essere interpretate come incontri clandestini con agenti operativi francesi tra il 2001 ed il 2004, ma tale insinuazione non compare nel comunicato stampa dell'FBI.